# Lima, Quận Grant, Wisconsin
Lima là một thị trấn thuộc quận Grant, tiểu bang Wisconsin, Hoa Kỳ. Năm 2010, dân số của thị trấn này là 794 người.